# Интерлюдия
Интерлю́дия (через позднелатинское interludium, от лат. inter, «между» и лат. ludus, «игра», промежу́точная игра́) — короткое музыкальное построение или короткая пьеса, вставленные между частями в музыкальном произведении, например, органная импровизация между двумя строфами хорала или между частями сонаты, сюиты или другой циклической формы.
Интерлюдии между актами оперы или драмы обычно называются интермедиями или интермеццо.
Изредка интерлюдии создаются как независимые произведения — например, у П. Хиндемита есть фортепианный цикл «Ludus Tonalis», включающий интерлюдии.